# Орлов Олексій Федорович
Орлов Олексій Федорович (19 (30) жовтня 1787, Москва — 21 травня (2 червня) 1862, Санкт-Петербург) — російський державний діяч, генерал від кавалерії, генерал-ад'ютант; керівник III відділу Власної Й. І. В. канцелярії і шеф жандармів (1845—1856).
За участь у придушенні повстання на Сенатській площі заслужив графський титул від Миколи I.

Доповідав царю про небезпечність слави Тараса Шевченка для імперії.